# 斐迪南鎮區 (印地安納州杜波伊斯縣)
斐迪南鎮區（英語：Ferdinand Township）是位於美國印地安納州杜波伊斯縣的一個行政鎮區。

## 地方資料
根據2010年美國人口普查的數據，斐迪南鎮區的面積為96.70平方千米，當中陸地面積為95.90平方千米，而水域面積為0.80平方千米。當地共有人口3629人，而人口密度為每平方千米37.53人。